# 103街車站 (IND第八大道線)
103街車站（英語：103rd Street station）是紐約地鐵IND第八大道線的一個慢車地鐵站，位於上西城西103街及中央公園西交界，設有C線（任何時候停站（深夜除外））、A線（僅深夜停站）與B線（僅平日停站）列車服務。

## 車站結構
| G  | 街道     | 出入口 |
| B1 | 北行快車 | ← 不停靠 |
| B1 | 北行慢車 | ← 平日往貝德福德公園林蔭路或145街 (表达式错误：预期外的<运算符。) ← 往168街 (教堂公園道-110街) ← 深夜時往英伍德-207街 (教堂公園道-110街) |
| B1 | 側式月台 | |
| B1 | 夾層     | 閘機、車站詢問處、MetroCard自動售票機 |
| B2 | 南行快車 | → 不停靠 → |
| B2 | 南行慢車 | → 平日往布萊頓海灘 (96街) → → 往尤克利德大道 (96街) → → 深夜時往遠洛克威-莫特大道 (96街) →                                               |
| B2 | 側式月台 | |

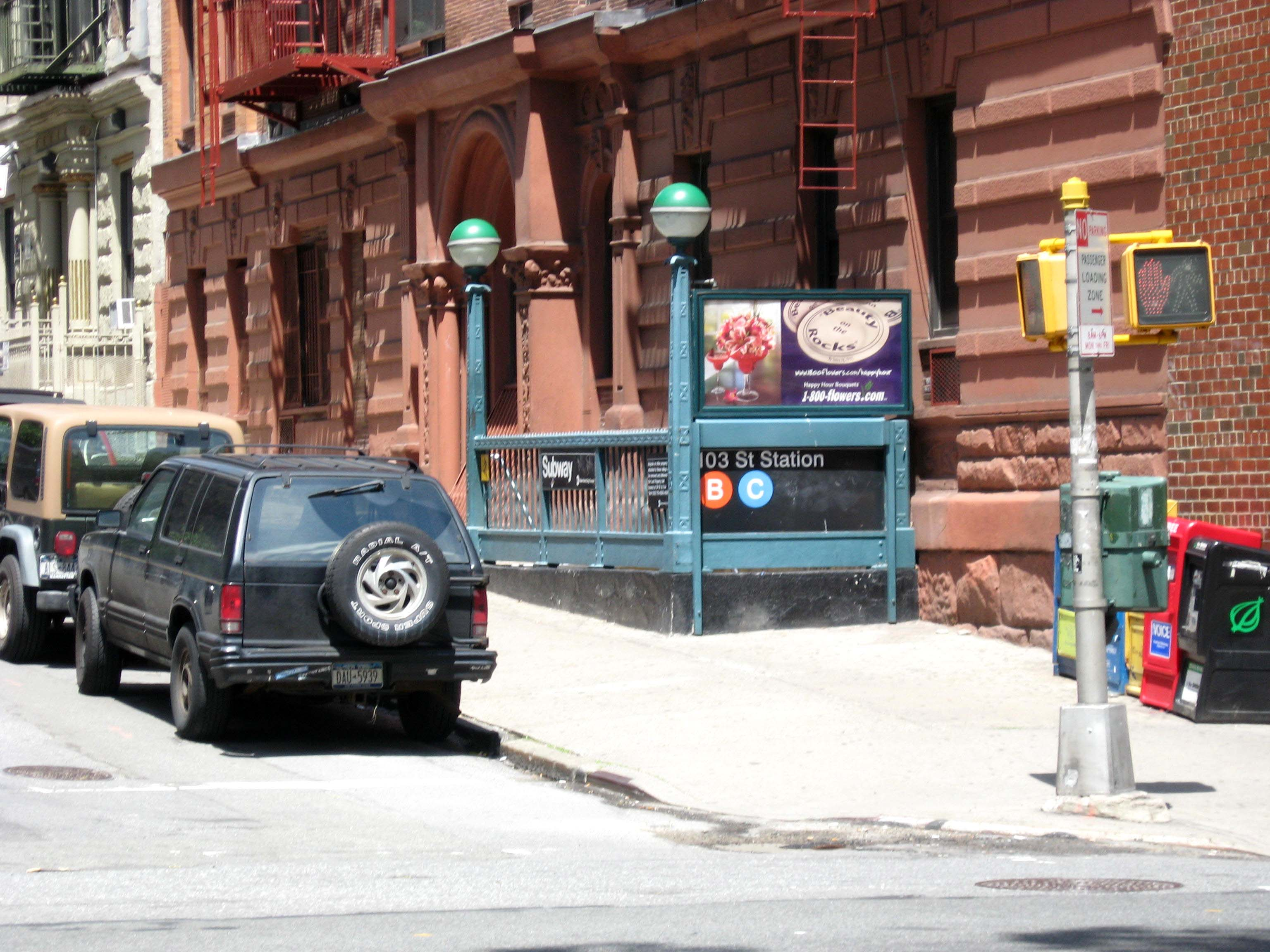
唯一的入口，位於103街

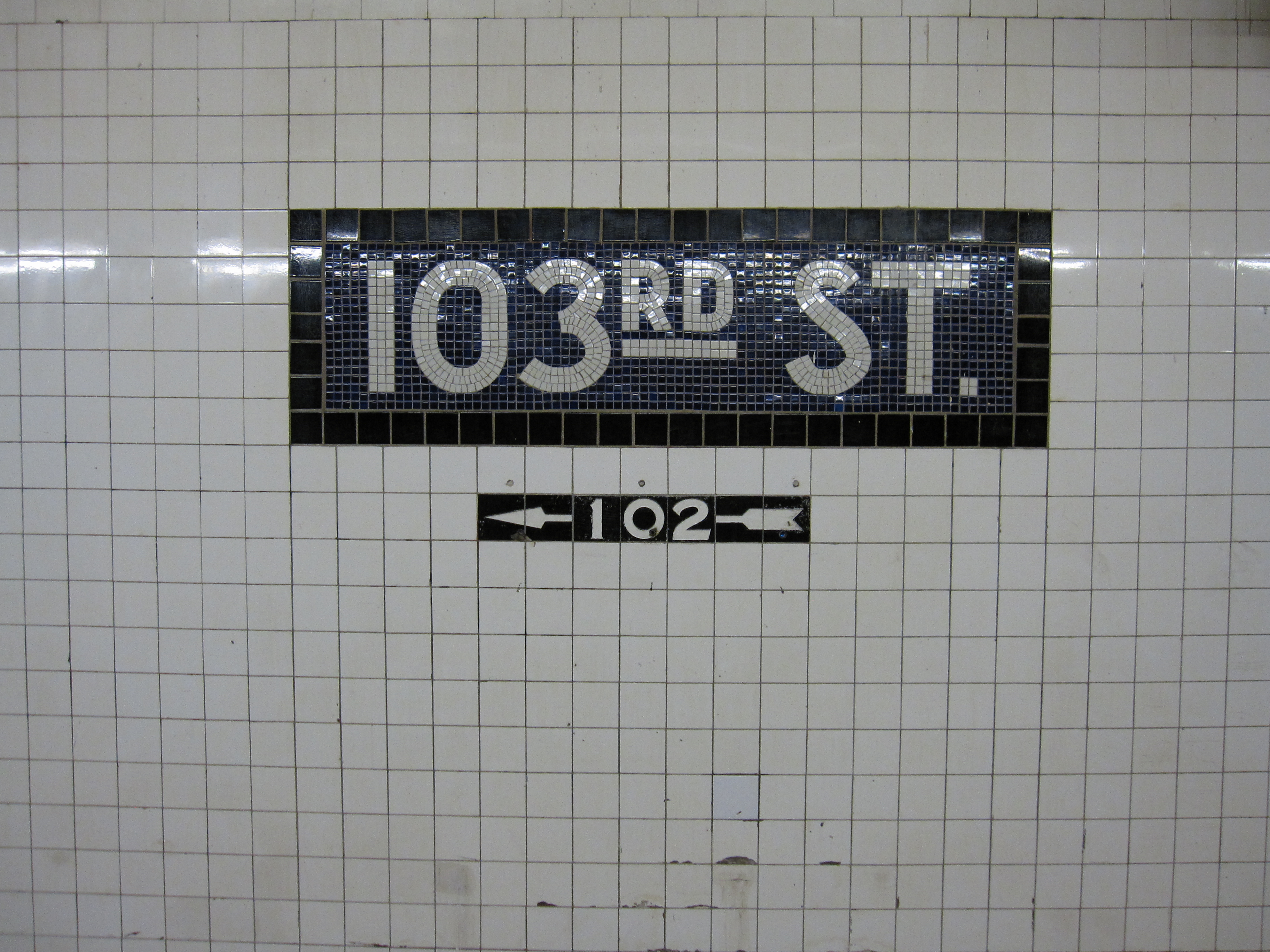
藍色瓷磚，帶有黑邊

此地下車站於1932年9月10日啟用，設有兩層，北行列車使用上層而南行列車使用下層。每層都在兩條軌道西側設有一個側式月台。
此站內，北行快車軌道下降以容許北行慢車軌道跨過，並在110街再上升，路線成為標準的四條軌道並行、慢車在外快車在內的慢車地鐵站配置。同時IRT萊諾克斯大道線在此站極北端下穿此站，但無法在月台上看到。
中央公園西和西104街東側鄰近中央公園是一個小型磚棚，是IRT萊諾克斯大道線第80號緊急出口，並在西104街至中央公園北-110街車站之間下穿此站。由此起路線轉向東北，並在中央公園下方通過。

## 外部連結
- nycsubway.org – IND 8th Avenue: 103rd Street（页面存档备份，存于）
- Station Reporter – B Train
- Station Reporter – C Train
- The Subway Nut - 103rd Street Pictures（页面存档备份，存于）
- 103rd Street entrance from Google Maps Street View
- Uptown Platform from Google Maps Street View（页面存档备份，存于）